# Воскепар
Воскепа́р (арм. Ոսկեպար) — село на северо-востоке Тавушской области Армении, расположенное на правом берегу реки Воскепар.

## Название
Этимология названия села Воскепар связана с одноимённой горной цепью, имя которой, в свою очередь, образовано из слов «воске» (золотой) и «пар» (арм. պար, պարան — вереница, цепь). Также название села можно перевести с армянского как «золотой танец». Похожее название — Воскеван — имеют также расположенная в середине данного хребта вершина и ещё одно село Тавушской области неподалёку от Воскепара. В нём присутствует всё то же «воске» и слово «ван» (место, поселение) — распространённая составляющая в названиях многих армянских сёл и городов (Чаренцаван, Нахиджеван, Иджеван, Цахкаван, Енокаван и др.).
По другим данным, точные сведения о происхождении названия поселения неизвестны, однако предполагается, что название «Воскепар» символизирует плодородие и изобилие.

## История
Село было основано в VI веке н.э. В древности в Воскепаре была мельница, которую также использовали жители соседних деревень.
Сохранившиеся в окрестностях села следы старых деревенских поселений указывают на то, что предки нынешних жителей Воскепара, по меньшей мере, три раза меняли место своего проживания, каждый раз переселяясь сравнительно близко от предыдущего места.
До 1940 года деревня получала электроэнергию от гидроэлектростанции, построенной на одноимённой реке.
В ночь с 5 на 6 мая 1991 года, дислоцированные на территории Азербайджанской ССР части 4-й армии Советской Армии с использованием азербайджанских вертолётов, танков и тяжёлой артиллерии закрыли въезды в село Воскепар Ноемберянского района Армянской ССР. Советская армия и подразделения азербайджанского ОМОНа вошли в село и взорвали одну машину, в результате чего погибли 2 и серьёзно пострадали 7 мирных жителей. Узнав о произошедшем, 20 милиционеров в составе 3 гражданских конвоиров УВД Ноемберянского района попытались проникнуть в село для защиты жителей. Одиннадцать из них были убиты, остальные были избиты и отправлены в Кировабадскую тюрьму, где позже скончалось три человека.

## География
Воскепар расположен на северном склоне реки Воскепар к югу от хребта Воскепар, высота которого достигает 1538 метров, в 163 километрах от Еревана. Площадь села составляет 1156,83 га, из которых 56,11 га — лесные угодья. Село расположено на высоте 740—920 метров над уровнем моря.
Воскепар окружён лесными горами с востока, северо-востока и юго-востока, которые, переходя к горе Гавазан, находящейся под контролем Азербайджана, превращаются в равнины. Село расположено в зоне умеренного климата, средняя температура летом +30оС, зимой -2оС. 

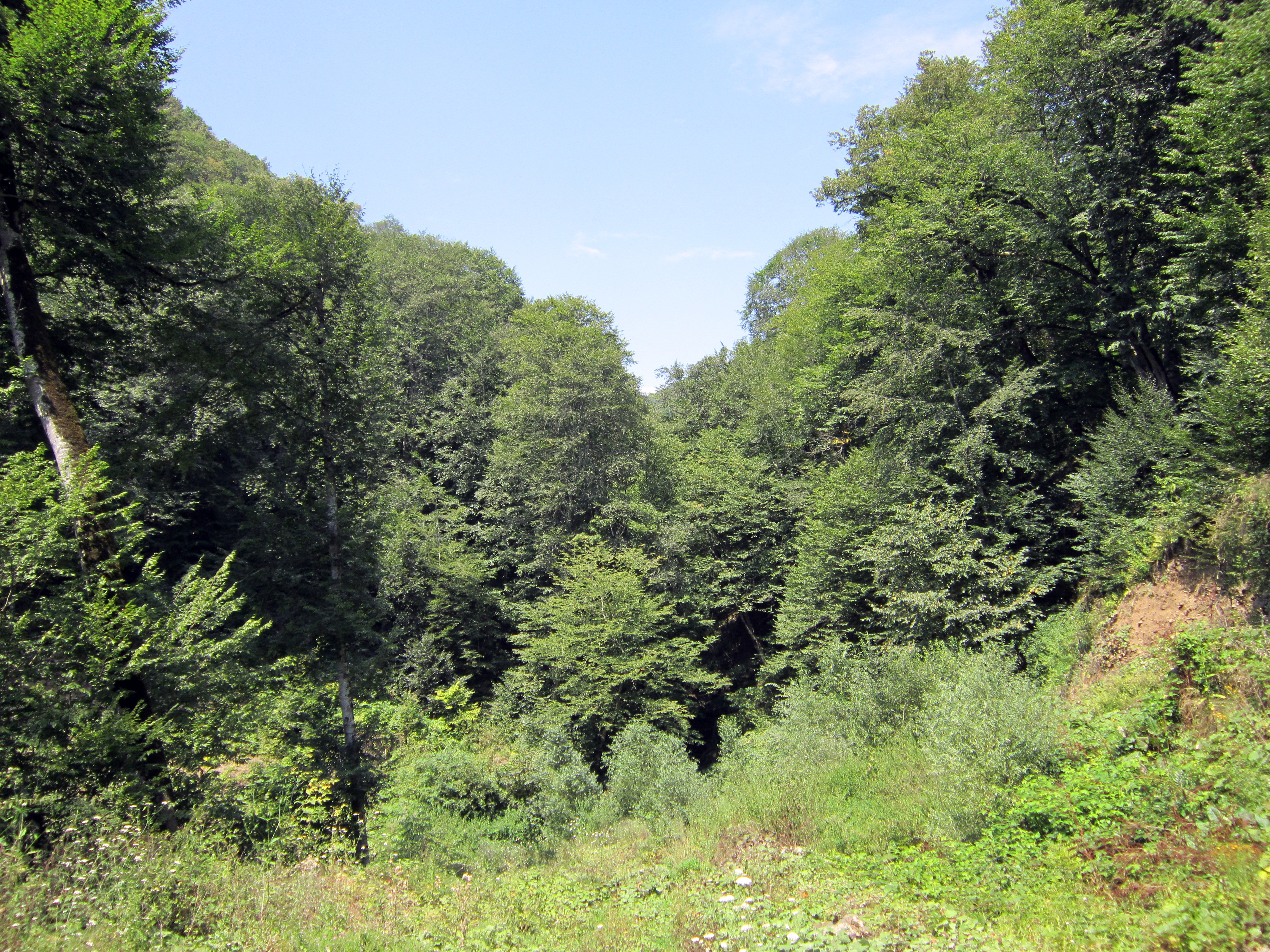
Ущелье Джогаз
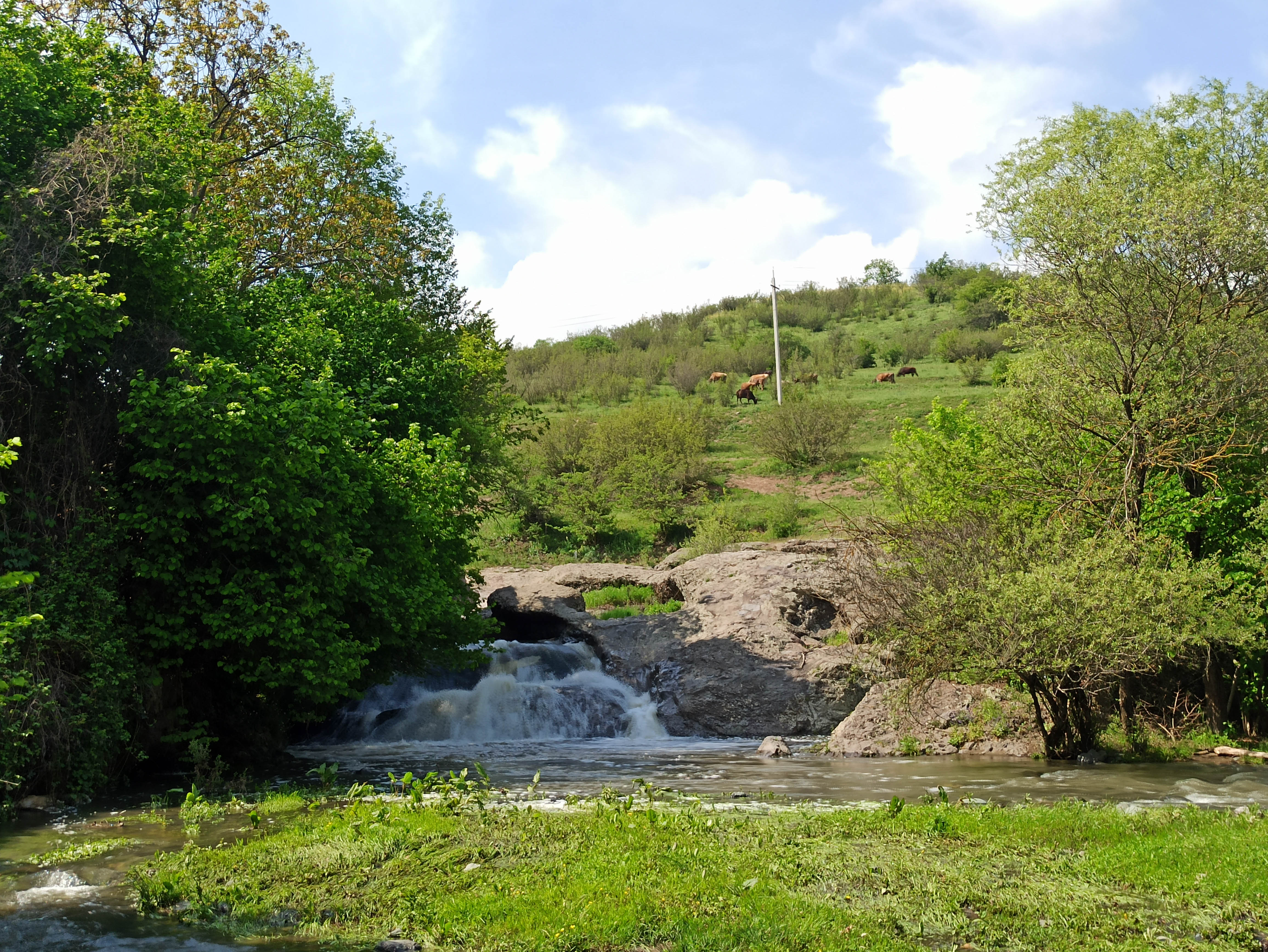
В районе села
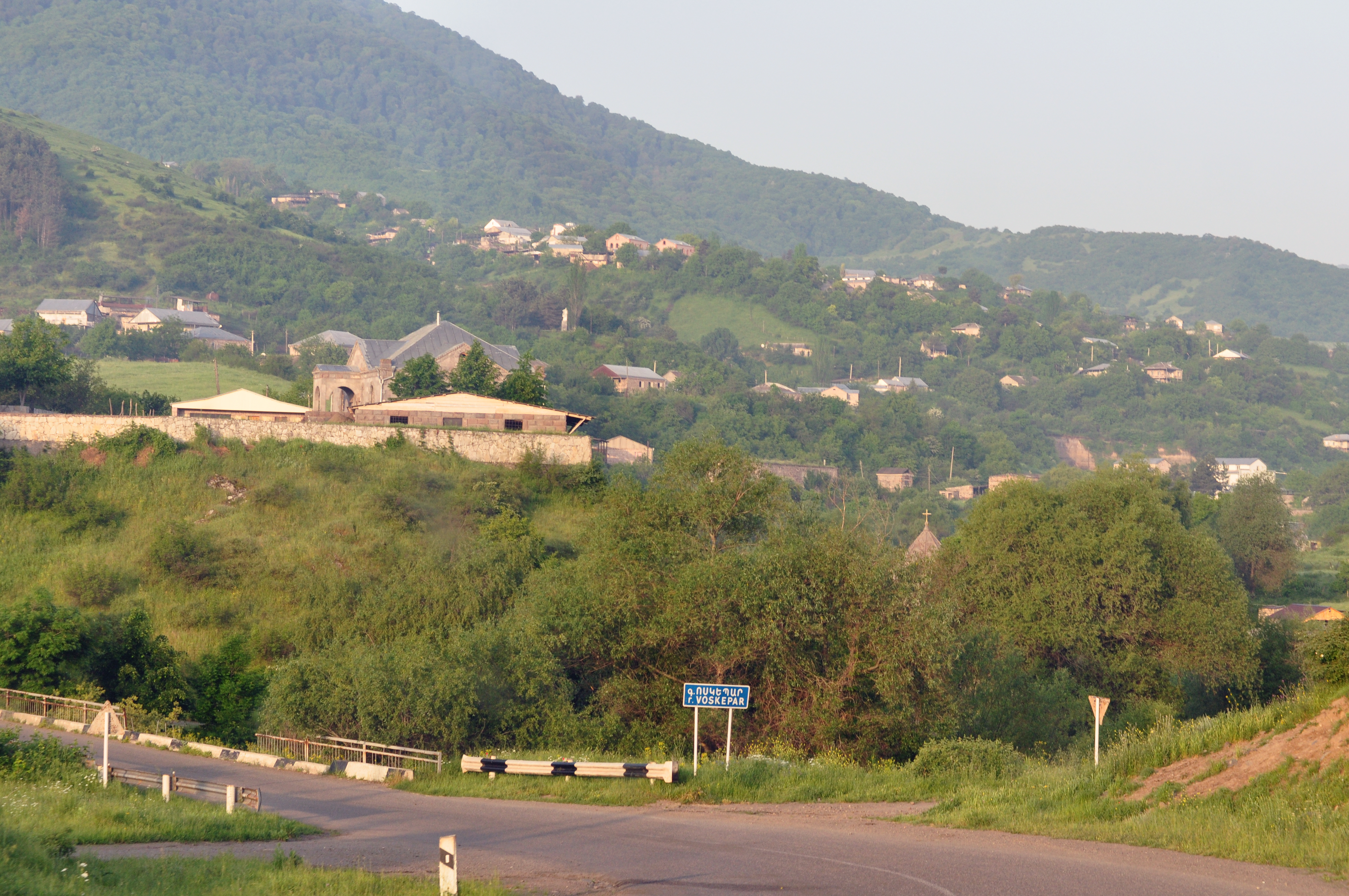
Вид на село
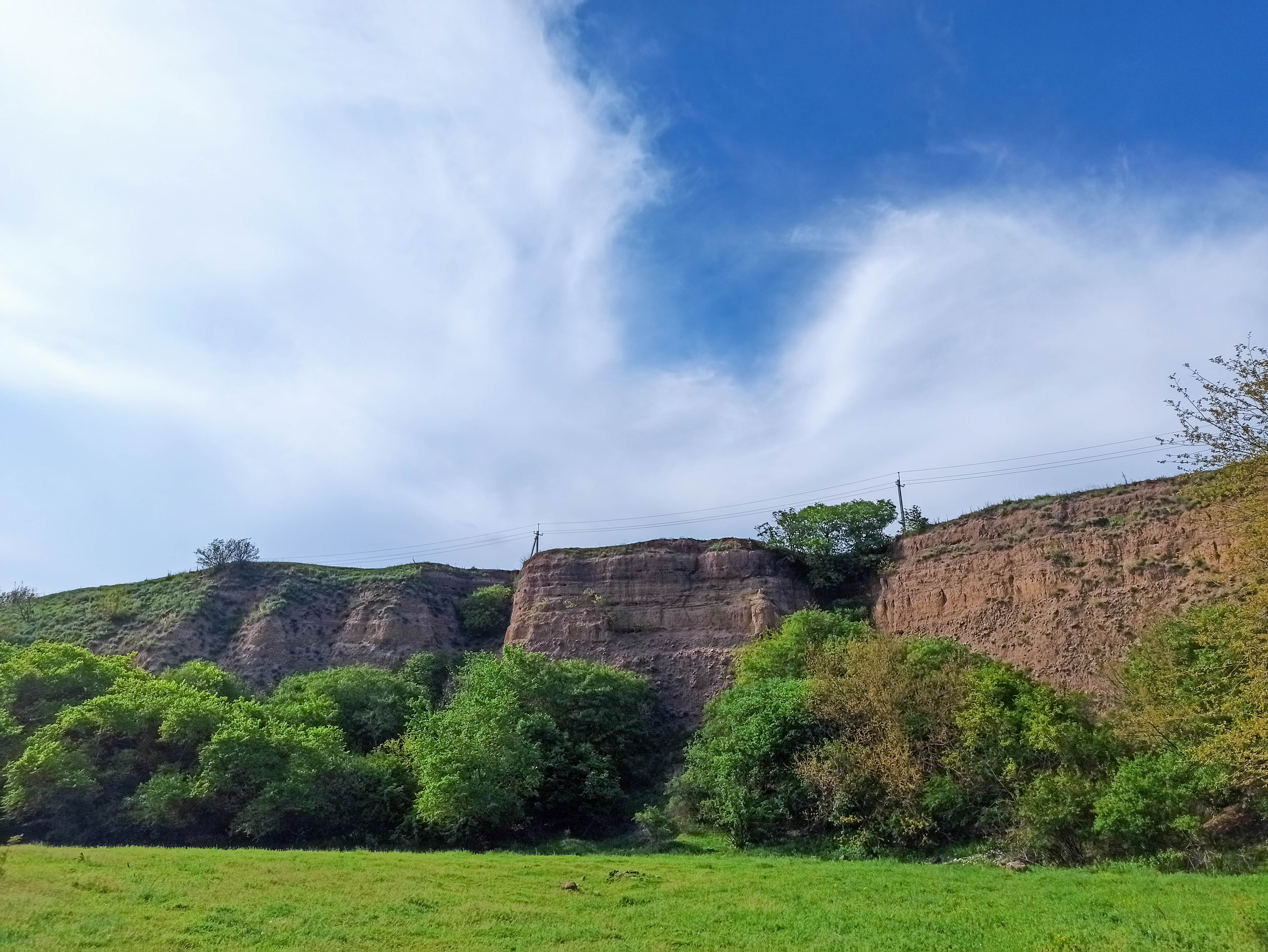
В районе села
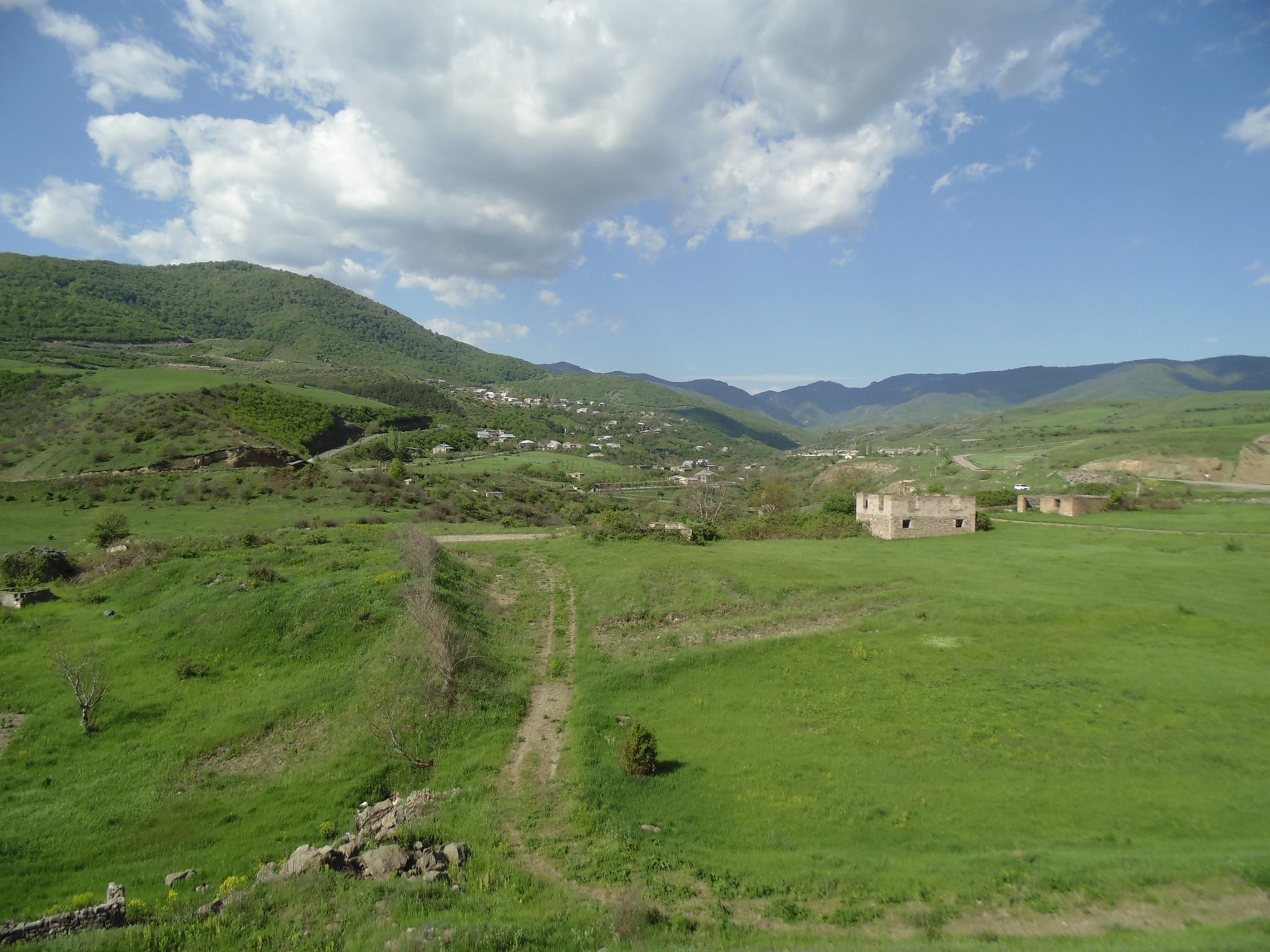
Вид на село
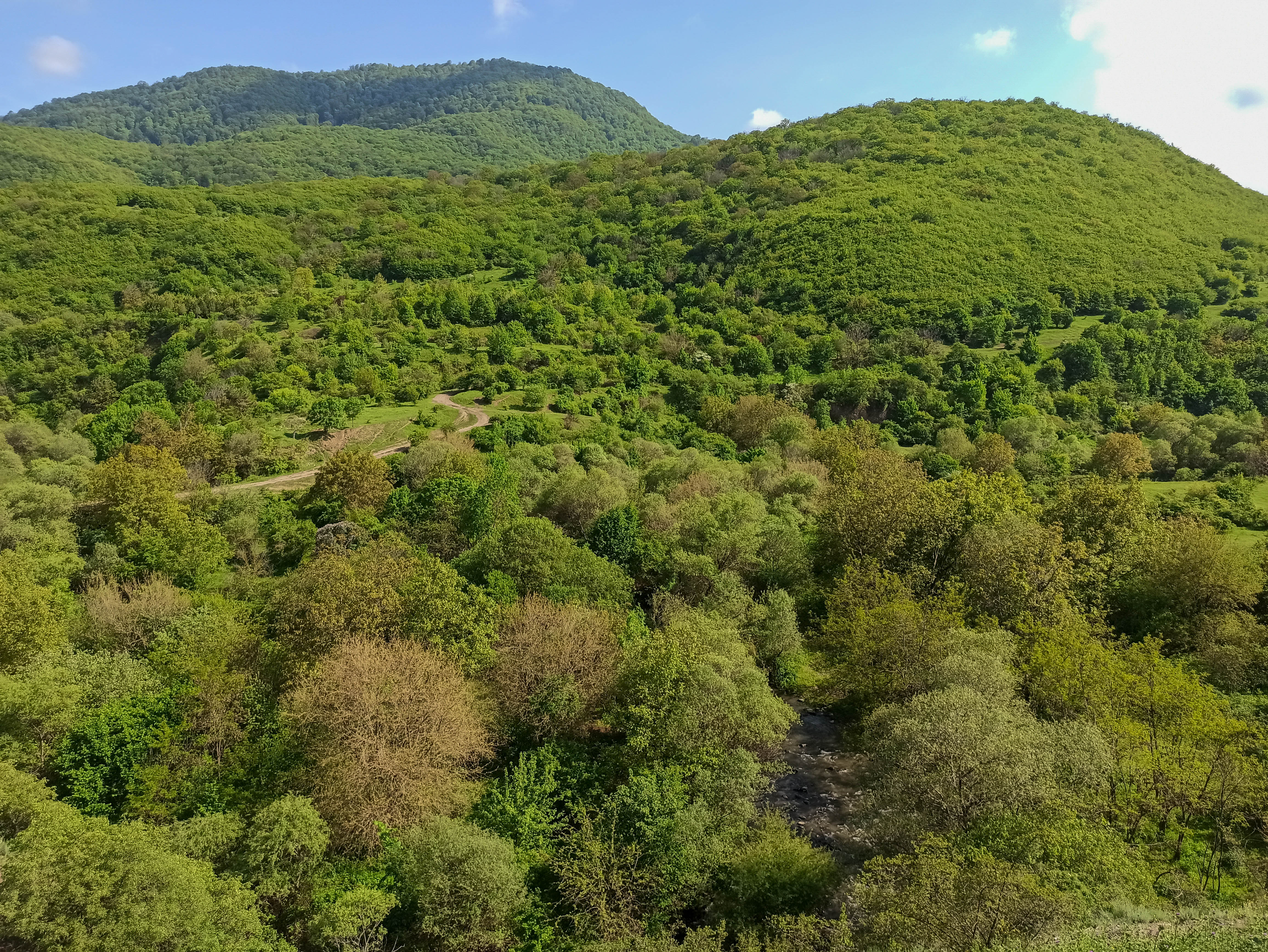
В районе села
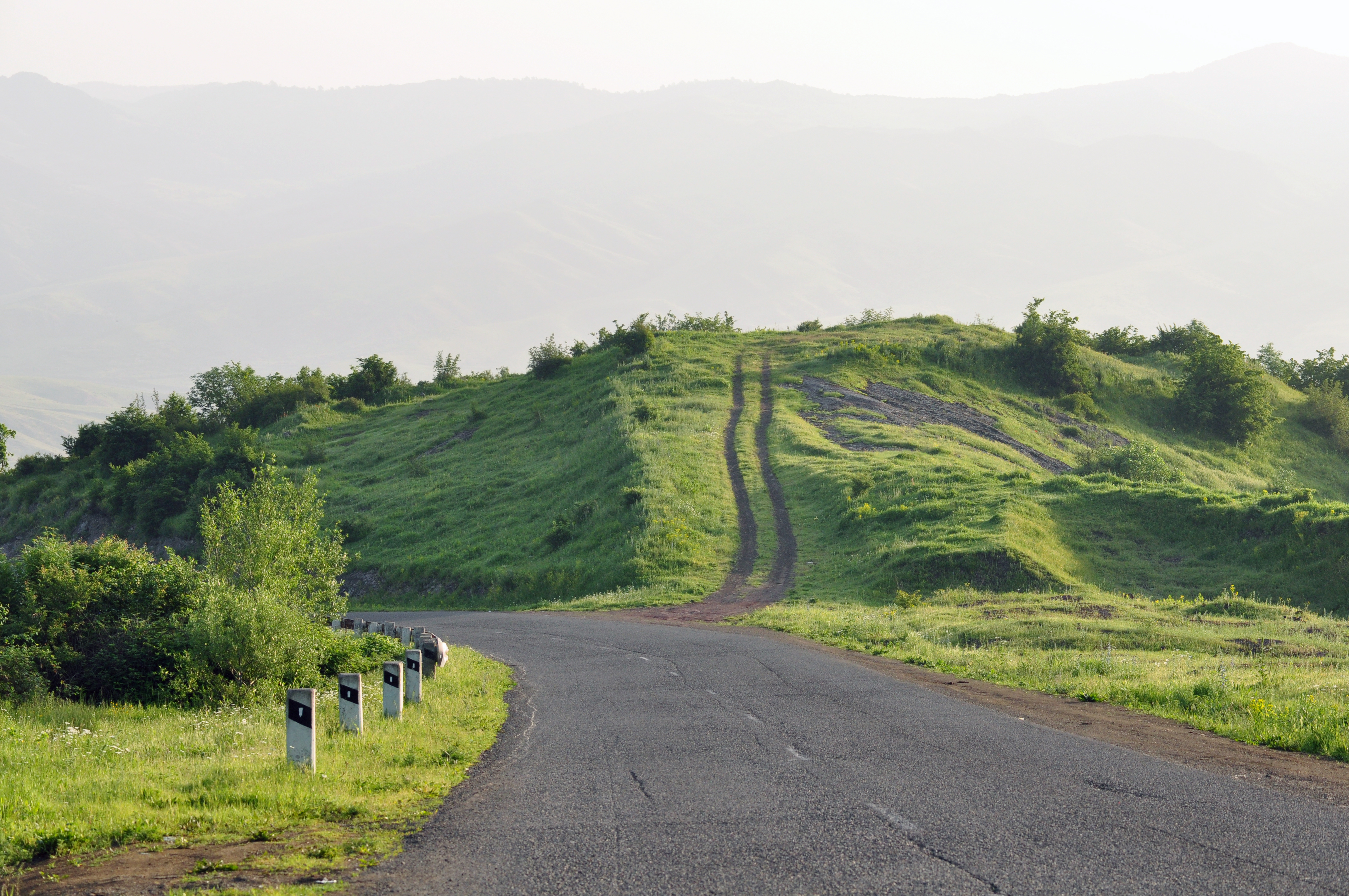
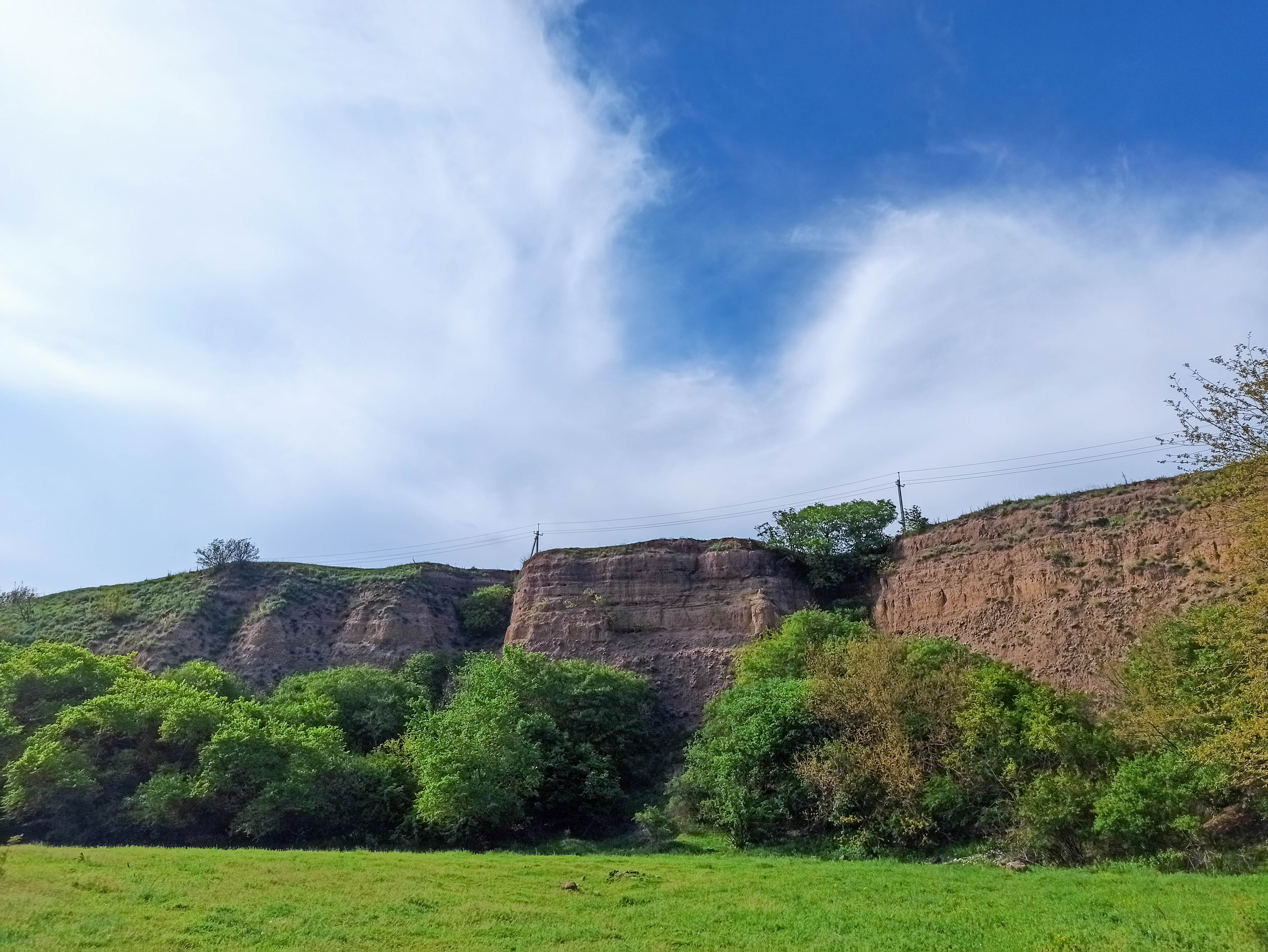

## Население
Исторически, население Воскепара составляли армяне.
На протяжении XIX и XX вв. национальный состав населения был однородным, практически все его жители являлись армянами.
|      | домов | мужчин | женщин | всего        |
| ---- | ----- | ------ | ------ | ------------ |
| 1844 |       | 104    | 76     | 180          |
| 1886 |       |        |        | 229          |
| 1888 |       | 151    | 105    | 256          |
| 1889 |       | 159    | 109    | 268          |
| 1891 | 35    | 172    | 121    | 293          |
| 1908 |       |        |        | 606 (армяне) |
| 1914 |       |        |        | 725 (армяне) |
| 1989 |       |        |        | 1309         |
| 2011 |       |        |        | 818          |
| 2013 |       |        |        | 1050         |

## Памятники истории и культуры
Церковь Святой Богородицы, основанная в VI—VII векax (приблизительно в 590-620 годах).
Церковь Святого Саркиса и хачкар у северной стороны церкви, возведённые в 2000 году на средства спонсора Саргиса Аваковича Папяна.
Родник Сев Джур — самый холодный родник в селе и его окрестностях, конкуренцию которому может составить лишь родник «Мли ахпюр» (родник вязальной спицы) в соседнем селе Баганис.
Хребет Воскепар, по которому в советское время проходил туристический маршрут общей протяжённостью 47 км.
В окрестностях села сохранились руины замков (X—XI вв.), поселения, кладбище, мост.

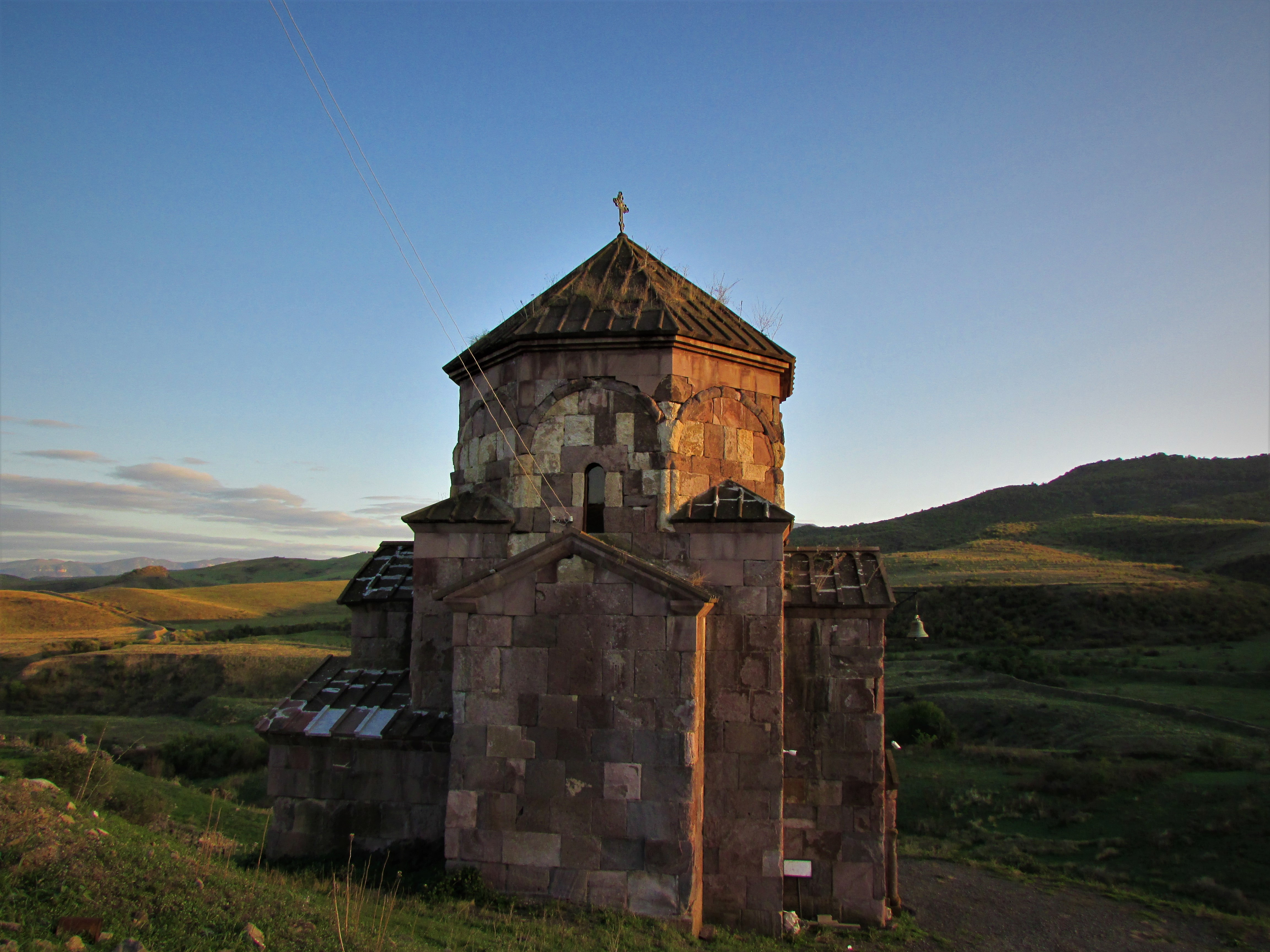
Церковь Святой Богородицы
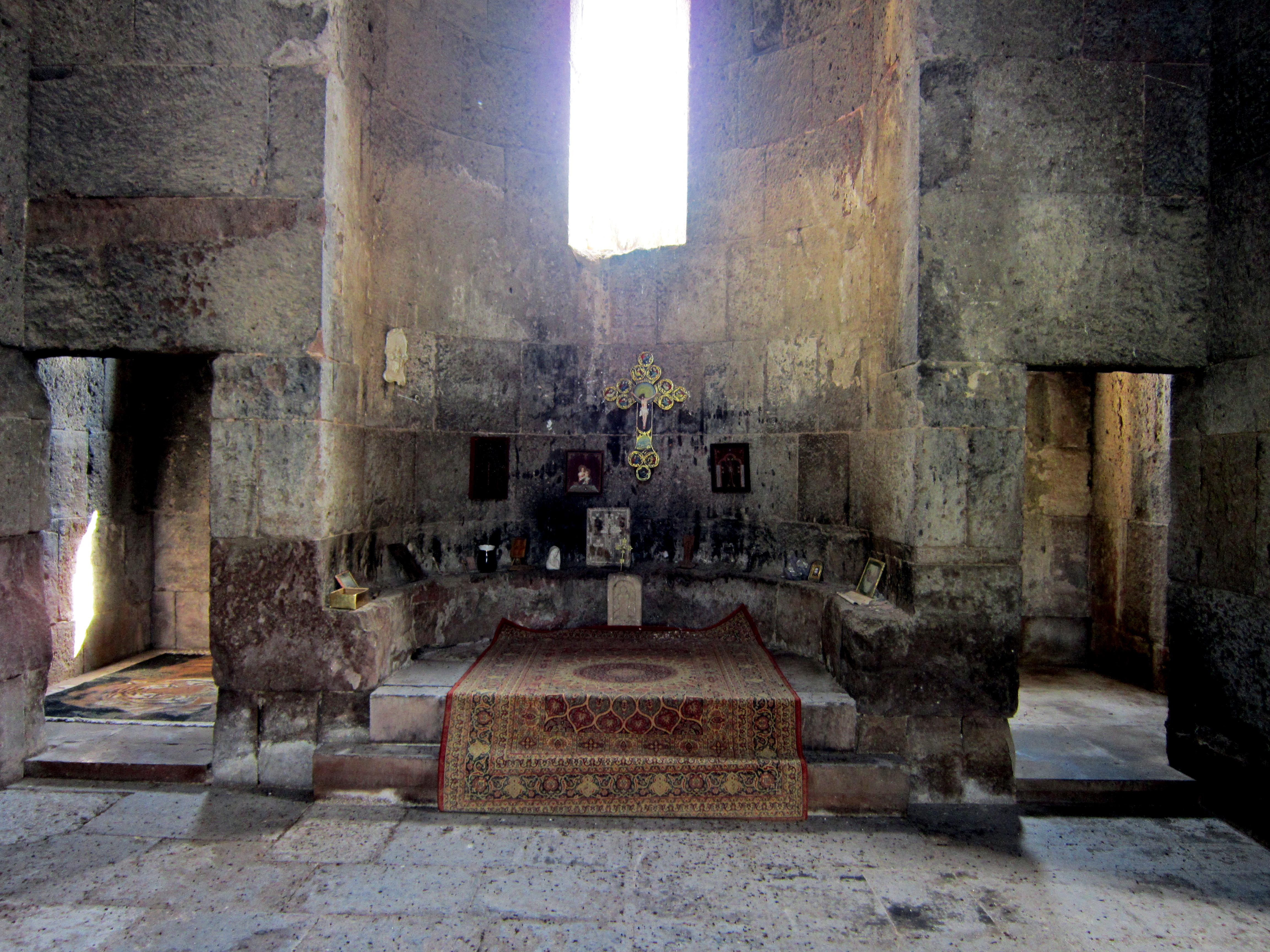
Алтарь церкви
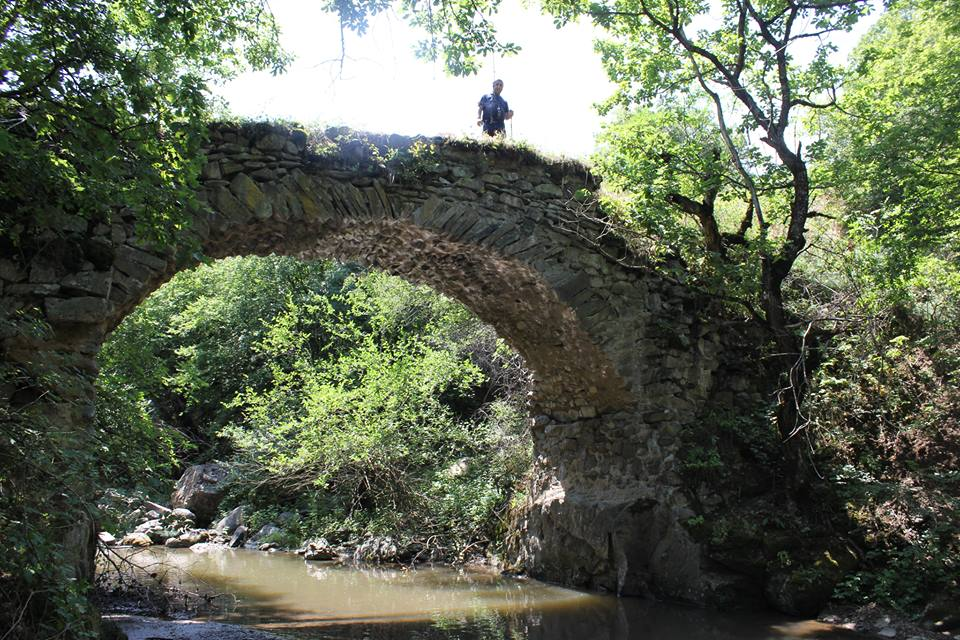
Старый мост
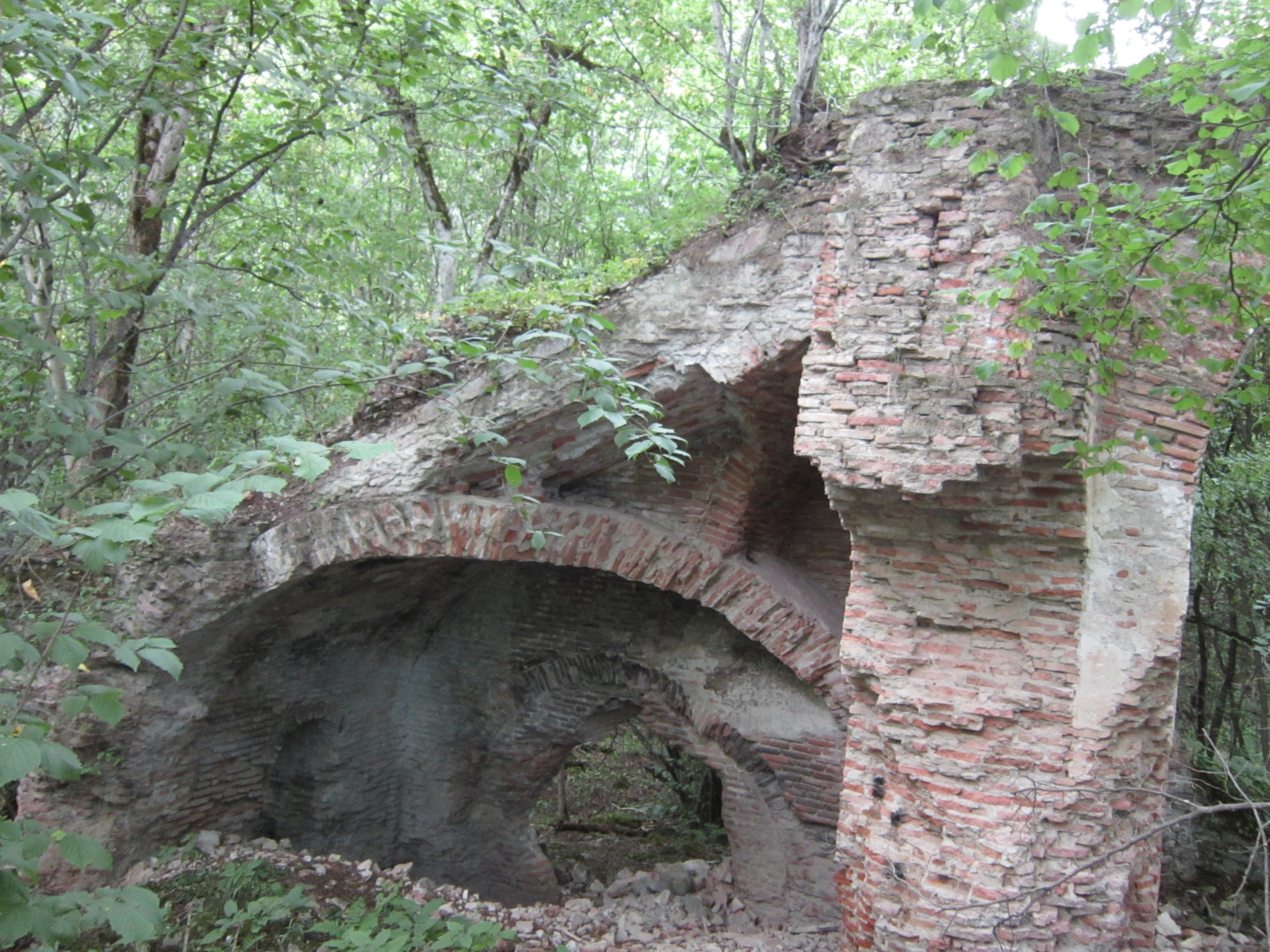
Развалины монастыря Бердаванк, XIII в.
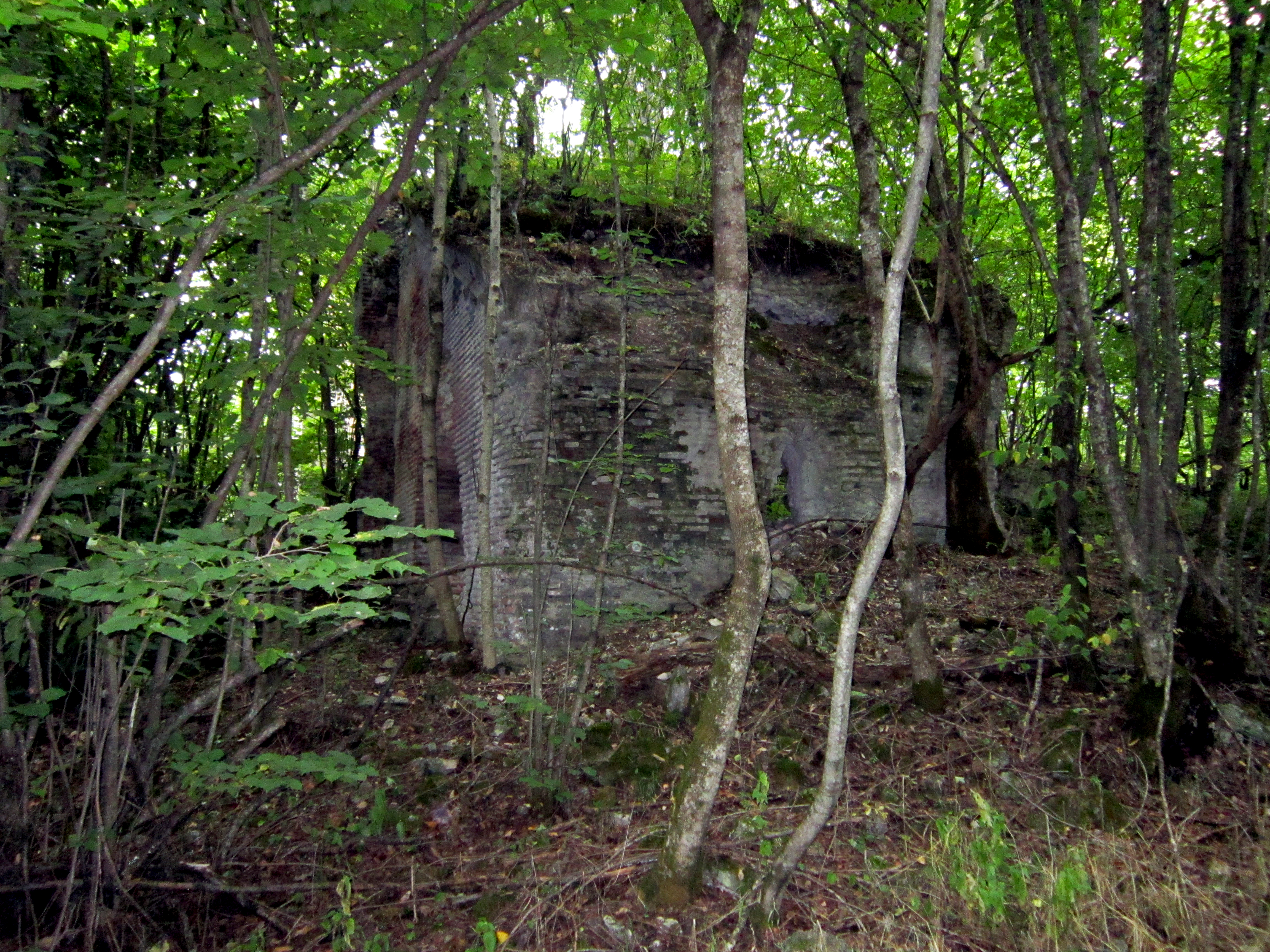
Развалины монастыря Бердаванк
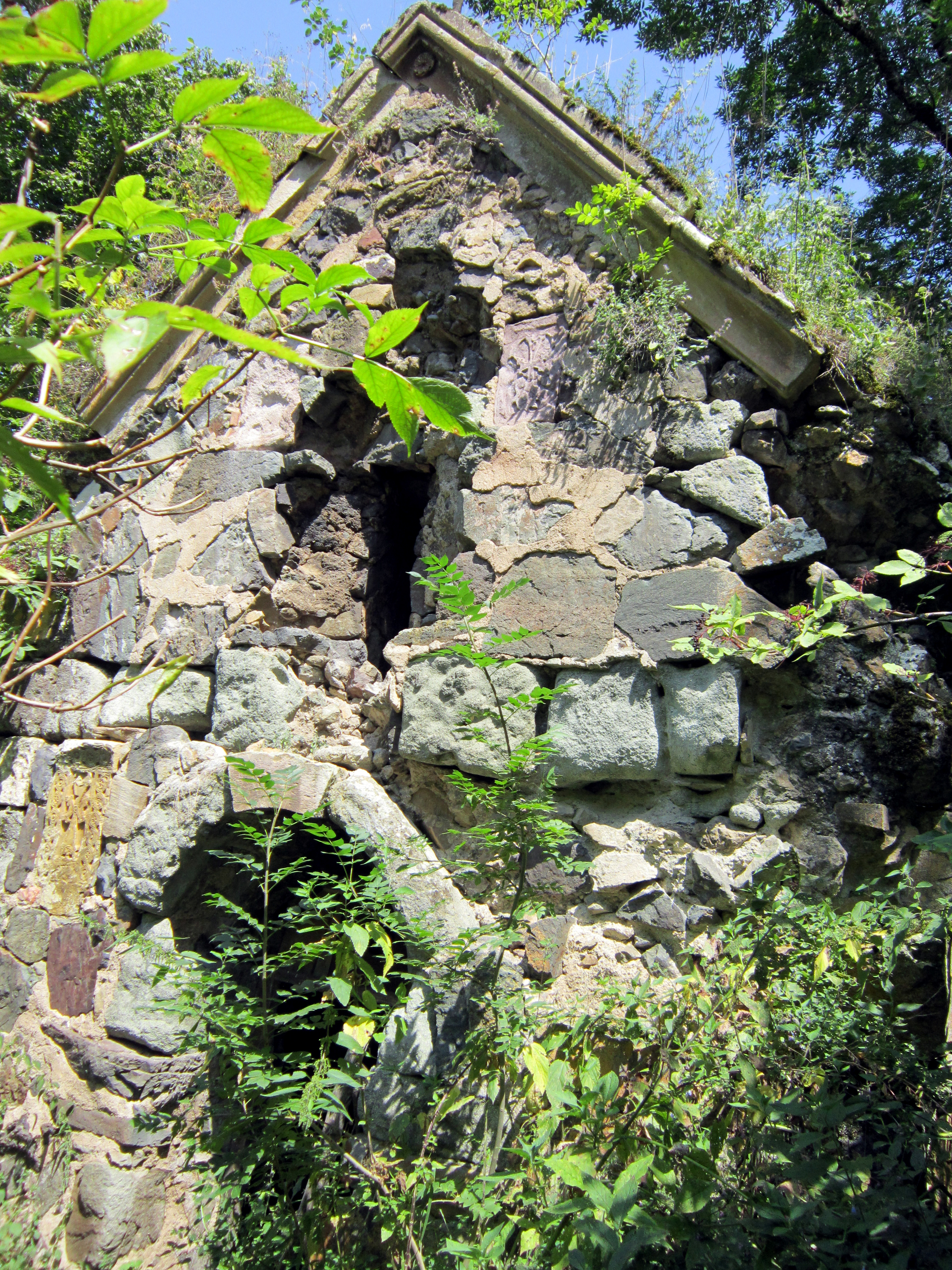
Развалины монастыря Джухтак, XIII в.
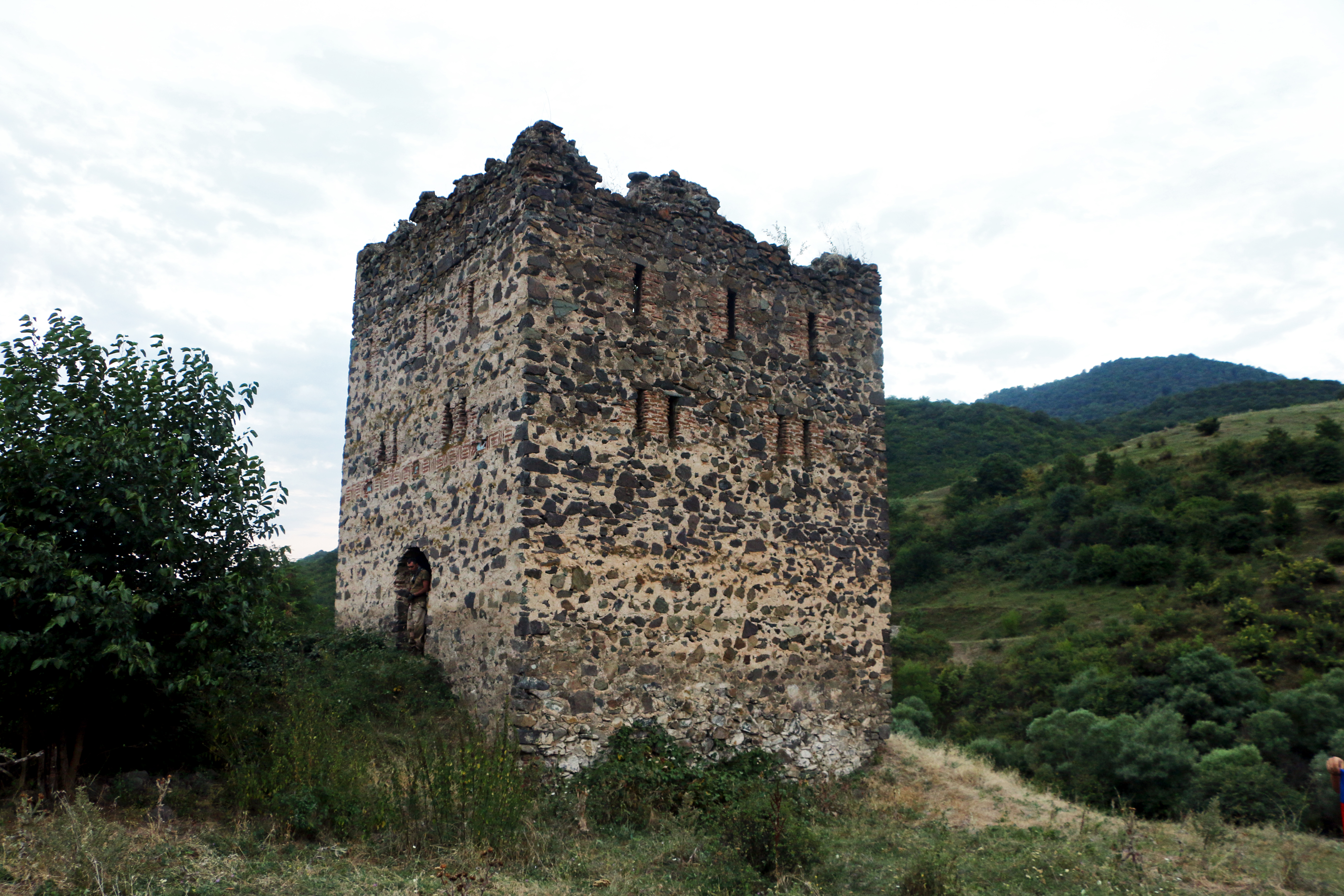
Сторожевая башня, XIII в.
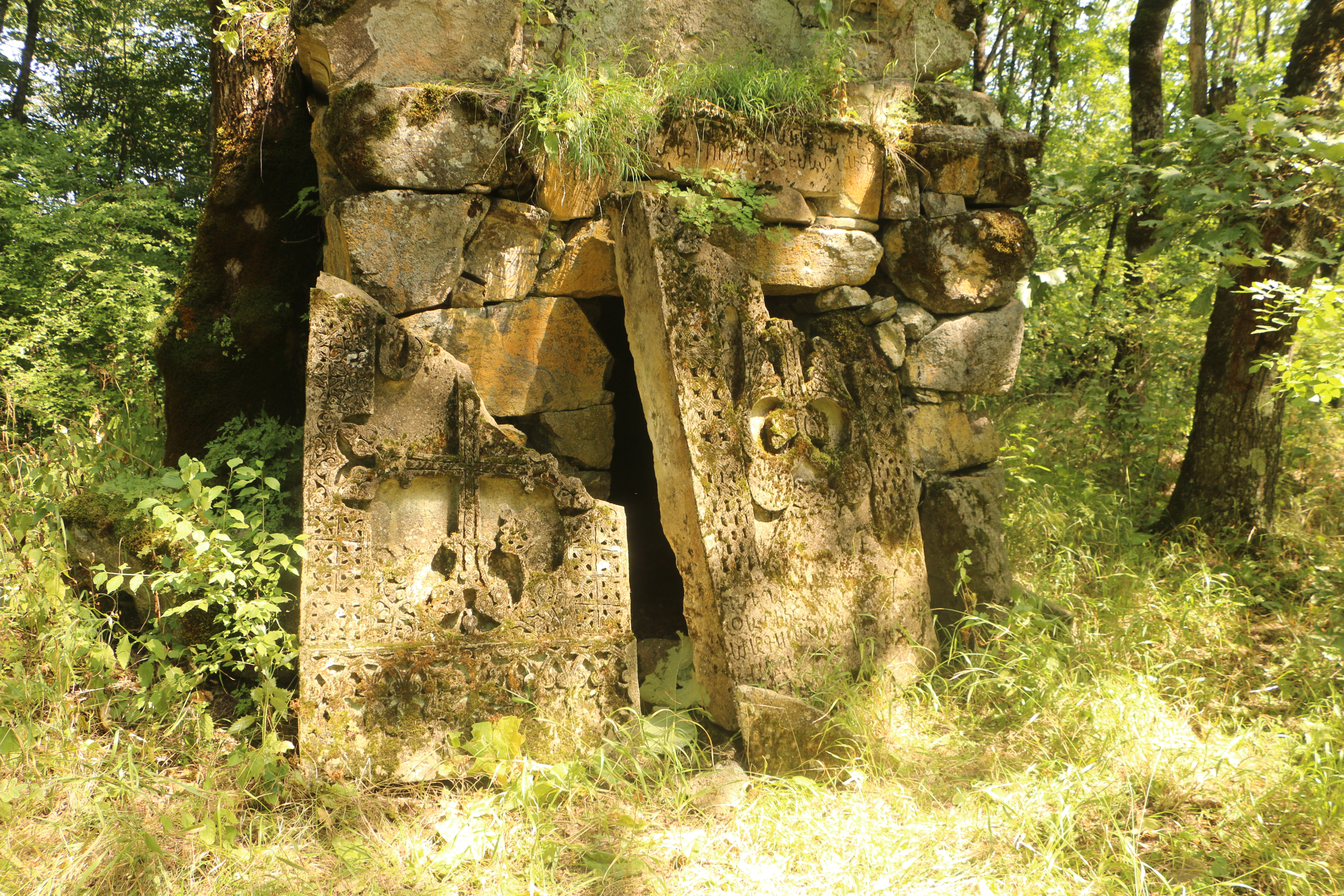
Древние Хачкары около развалин монастыря Джухтак
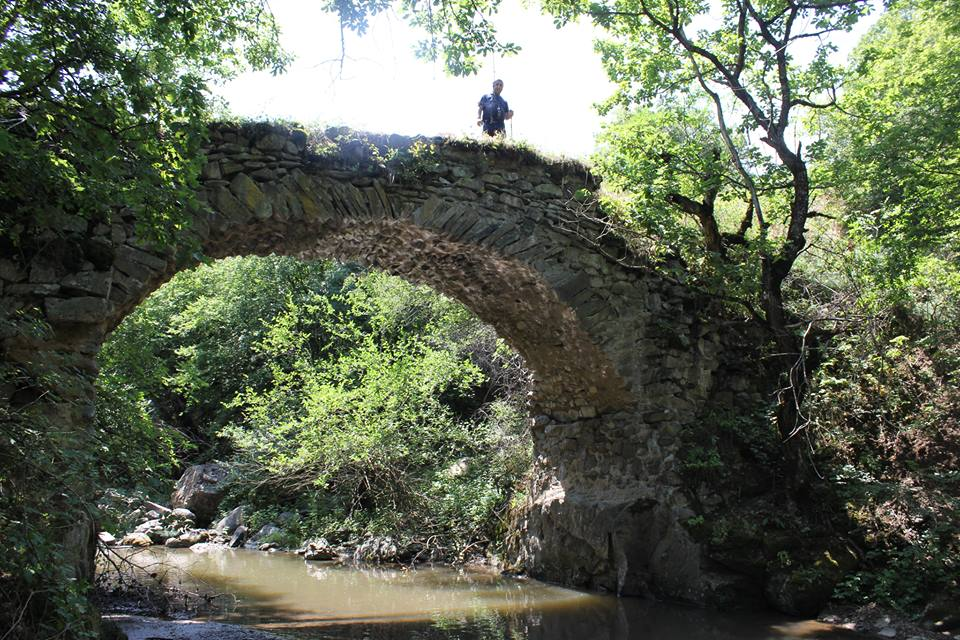
Древний мост
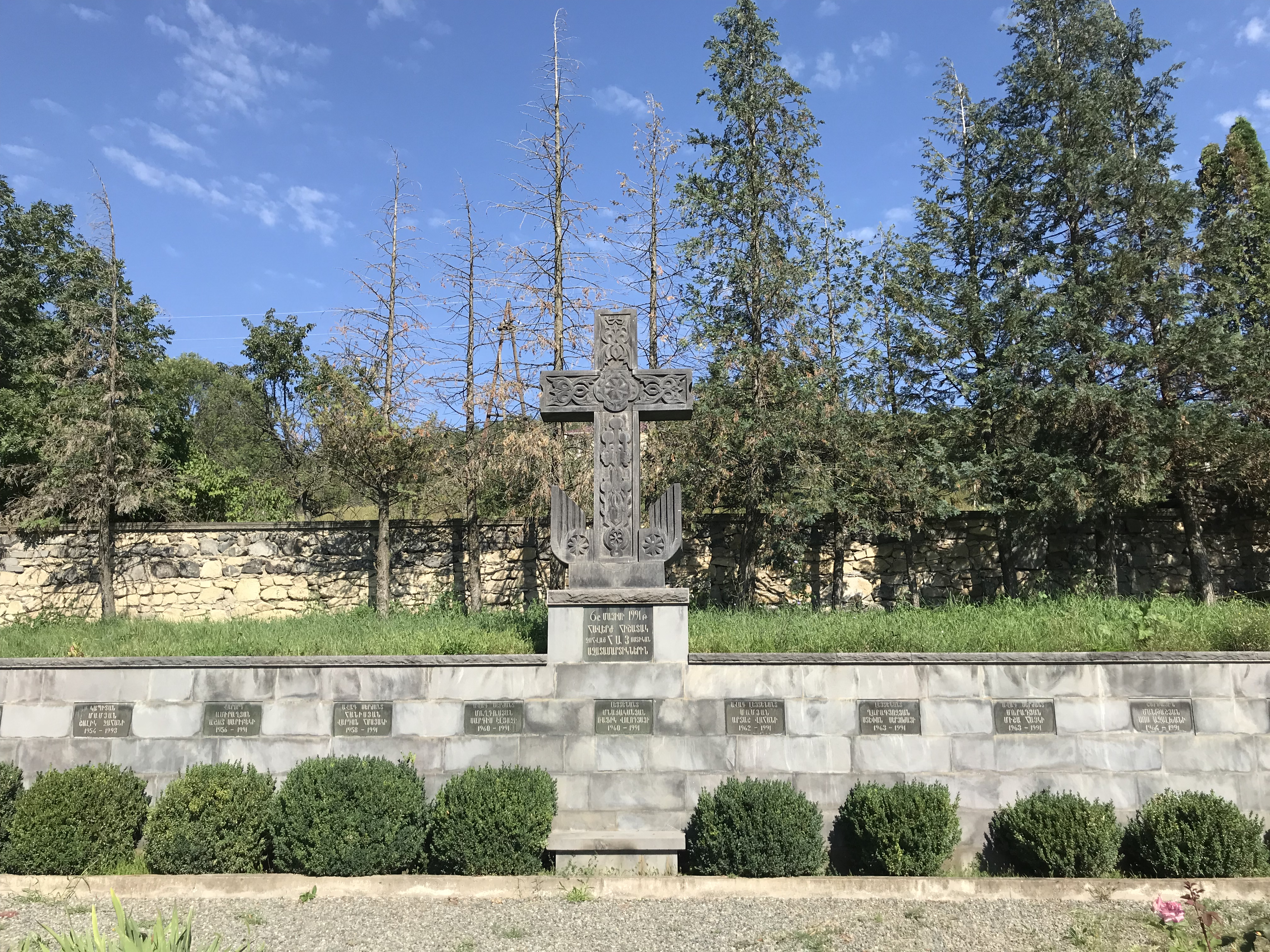
Мемориал погибшим в Первой Карабахской войне

### Комментарии
1. ↑  Хребет Воскепар — водораздел бассейнов правого притока Куры — Ниджасу (с севера) и левого притока Агстев-Акстафы — реки Воскепар-Джогас. Сложен известняками и мергелями. Тянется с запада на северо-восток на 38 км от вершины 1680 м на стыке Козман и Гугарац. Покрыт в западной половине дубовыми и буковыми лесами, в восточной — выгорающими к концу лета травами. В число вершин хребта входят: Мисхана (1538 м, высшая точка), безымянная вершина высотой 1424 м, Эльяк (1361 м), Воскеван (1240 м, середина хребта), Сурбсаркис («Святой Саркис», 924 м) с храмом на ней, Малачал (544 м).
2. ↑  Согласно переписи населения